# Јесентуки
Јесентуки (рус. Ессентуки) град је у Русији у Ставропољском крају. Према попису становништва из 2010. у граду је живело 100.969 становника.

## Географија
Површина града износи 50 km².

## Становништво
Према прелиминарним подацима са пописа, у граду је 2010. живело 100.969 становника, 19.211 (23,50%) више него 2002.
| 1939.  | 1959.  | 1970.  | 1979.  | 1989.  | 2002.  | 2010.   |
| ------ | ------ | ------ | ------ | ------ | ------ | ------- |
| 16.382 | 48.101 | 64.928 | 77.686 | 85.082 | 81.758 | 100.996 |